# Raja Hijau
Raja Hijau ("Den gröna drottningen"), född okänt år, död 1616, var regerande drottning av det muslimska sultanatet Pattani (nuvarande södra Thailand) mellan 1584 och 1616. Hon är också känd som "den stora drottningen av Patani". Hon efterträdde sin bror Bahdur och efterträddes av sin syster Raja Biru.

## Biografi
Raja Hijau var den äldsta dottern till Sultan Mansur Shah. Hon efterträdde sin bror då han år 1584 mördades av deras halvbror, sedan staten i tjugo års tid varit drabbat av politiska oroligheter under vilka många manliga tronarvingar hade dött. Hon säkrade tronen genom att avvärja ett kuppförsök av sin premiärminister, och blev såvitt känt statens första kvinnliga regent i avsaknad av manliga medtävlare. Hon lät genomföra ett dambygge som säkrade vattentillgången till Patani, och skapade välstånd genom handel med de européer som vid denna tid ankom till Sydostasien, och tog emot nederländarna 1602 och engelsmännen 1612. 
Engelsmannen Peter Floris har lämnat en beskrivning av hennes hov. Patani var muslimskt, men dess handel sköttes av kineser, dess kultur var en majalisk blandkultur och dess hov präglades av thailändsk hovkultur, och musik, dans, skådespel och hantverk beskrivs som mycket högstående. Drottningen beskrivs som en lång och majestätisk kvinna utan sin like i övriga Sydostasien, som bodde i ett palats vars väggar var dekorerade med guld och juveler och med 4000 soldater och 156 stridselefanter under sitt befäl. Det är okänt om hon var gift, och hon efterträddes av sin syster. 